# Klein Sexual Orientation Grid
De Klein Sexual Orientation Grid is een door Fritz Klein ontwikkelde methode om de seksuele geaardheid te bepalen. De constructie bouwt verder op de Kinsey-schaal, die slechts een beperkt beeld vormt.  

## Grid
|                                                                         | Verleden (tot één jaar geleden) | Heden (laatste 12 maanden) | Ideaal (hoe zou u het graag willen?) |
| A). Seksuele aantrekking: Tot wie voelt u zich seksueel aangetrokken?   |                                 |                            |                                      |
| B). Seksueel gedrag: Met wie heeft u fysieke betrekkingen gehad?        |                                 |                            |                                      |
| C). Seksuele fantasieën: Over wie fantaseert u in een seksuele context? |                                 |                            |                                      |
| D). Emotionele voorkeur: Tot wie voelt u zich emotioneel aangetrokken?  |                                 |                            |                                      |
| E). Sociale voorkeur: Met welke gender verkiest u sociale interactie?   |                                 |                            |                                      |
| F). Levensstijl: In welke omgeving spendeert u het liefste uw tijd?     |                                 |                            |                                      |
| G). Zelfbeschouwing: Hoe omschrijft of identificeert u zichzelf?        |                                 |                            |                                      |

## Methodiek
Elk van deze 21 vakjes bevat een waarde van 1 tot 7. 
Voor variabelen A tot E zijn de antwoorden;
- 1 = Exclusief andere sekse
- 2 = Overwegend andere sekse
- 3 = Voorkeur voor andere sekse
- 4 = Beide seksen
- 5 = Voorkeur voor eigen sekse
- 6 = Overwegend eigen sekse
- 7 = Exclusief eigen sekse

Voor variabelen F en G gaan de antwoorden van 1 (exclusief heteroseksueel) tot 7 (exclusief homoseksueel). 